# Duellmanohyla uranochroa
Espèce
Synonymes
- Hyla uranochroa Cope, 1875 "1876"
- Hyla alleei Taylor, 1952

Statut de conservation UICN

 EN D : En danger
Duellmanohyla uranochroa est une espèce d'amphibiens de la famille des Hylidae.

## Répartition
Cette espèce se rencontre :
- dans les montagnes du Costa Rica sur le versant Atlantique entre 656 et 1 740 m d'altitude et sur le versant Pacifique entre 880 et 1 600 m ;
- dans l'Ouest de Panama entre 300 et 1 450 m.

## Publication originale
- Cope, 1876 "1875" : On the Batrachia and Reptilia of Costa Rica : With notes on the herpetology and ichthyology of Nicaragua and Peru. Journal of the Academy of Natural Sciences of Philadelphia, sér. 2, vol. 8, p. 93–154 (texte intégral).